# Аймоин Флёрийский
Аймоин Флёрийский (Эмуан из Флёри; фр. Aimoin de Fleury; лат. Aimoinus (Annonius; Aemonius) Floriacensis; 960-е, Вильфранш-де-Лонша или Фран (Жиронда) — 1010-е, Аббатство Флёри) — французский хронист и поэт, монах-бенедиктинец, автор незавершённой «Истории франков» в четырёх книгах, описывавшей события до 654 года. Один из зачинателей историографической школы аббатства Флёри.

## Биография
Выходец из аристократической семьи из Перигора, он в юном возрасте принял постриг в бенедиктинском аббатстве Флёри на Луаре (Флёри-сюр-Луар), в окрестностях Орлеана, где между 969 и 978 годами получил монастырское образование.

## «История франков»
Около 987 года по наказу главы монастыря Флёри-сюр-Луар Аббона (945—1004), начал писать новую историю франкского народа, предназначавшуюся для происходившего из Орлеана короля Роберта (972—1031; правил в 996—1031 гг.), единственного сына Гуго Капета. Роберт родился, когда его отец был ещё только герцогом франков. Поэтому, пересказав легенду о происхождении франков от троянцев, Аймоин прибавил к ней легенду о священном сосуде — Святой стекляннице, которую монахи позаимствовали из составленного Реймсским архиепископом Гинкмаром в 878 году жизнеописания святого Ремигия. Согласно легенде, сосуд с елеем принесла «голубица белее снега». Согласно Аймоину, это священный елей, постоянно обновляющийся в сосуде и служащий для миропомазания королей. Факт немаловажный для значимости франкского короля (лат. rex) — правителя варварского происхождения в глазах римлян.
Хроника послужила одним из источников для латинских «Больших французских хроник», или «Хроник Сен-Дени» (фр. Chroniques de Saint-Denis; XII—XIII века). Законченная около 998 года, она доведена была Аймоином лишь до 654 года, и лишь в XII столетии продолжена до 1165 года анонимом. Впервые хроника была издана в 1514 году в Париже под заглавием «Historia francorum» (в русском переводе «Пять книг истории франков»), и в 1576 году переиздавалась Жаном Нико, в 1641 году Франсуа Дюшеном (фр. François Duchesne), а позже Мартином Буке в собрании «Rerum gallicarum и francicarum Scriptores».

## Другие труды
Является также автором жития настоятеля Аббона (ум. 1004), после смерти которого написал также агиографическое сочинение «Чудеса святого Бенедикта» (лат. De miraculis S. Benedicti). В нём он пишет, в частности, о короле Гуго Капете, что тот «некогда умело правил герцогством Франции».